# Joshua Blau
Joshua Blau, másképp Yehoshua Blau (héberül: יהושע בלאו, Kolozsvár, 1919. szeptember 22. – Jeruzsálem, 2020. október 20.) izraeli nyelvész, a jeruzsálemi Héber Egyetem professzora és az Izrael-díj nyertese. Kutatásainak középpontjában a judeo-arab és a keresztény-arab jellegzetességek, valamint a sémi nyelvészet állt.

## Élete
Magyarul beszélő zsidó családban született, Blau Pál Pinkász kereskedő, újságíró és Grünfeld Sima fiaként. Húga, Clara Heyn (1924–1998) botanikus.
Tanulmányait szülővárosának zsidó elemi iskolájában kezdte, majd egy budapesti zsidó gimnázium tanulója volt. Tizenkét éves korában családjával az ausztriai Badenbe költözött, ahol 1937-ben kiváló érettségi bizonyítványt szerzett. A Bécsi Egyetemen arabisztikát tanult, s ezzel párhuzamosan rabbinikus tanulmányokat folytatott a Rabbiképzőn.
Az 1938-as Anschlusst követően a család emigrációra kényszerült. 1938 júniusában az olaszországi Triesztbe mentek, majd néhány hét múlva onnan Palesztinába alijáztak, és Tel-Avivban telepedtek le. Tanulmányait a jeruzsálemi Héber Egyetemen folytatta. 1941 tavaszán mesterfokozatot szerzett arab nyelvből és irodalomból, valamint héber és bibliai tanulmányokból. 1942 és 1955 között középiskolai tanár volt Jeruzsálemben. 1945-ben feleségül vette Shulamit Haviv tanárnőt, akitől egy fia és egy lánya született.
1950-ben doktorált a Héber Egyetemen, a középkori judeo-arab nyelvjárásról szóló disszertációjával, David (Hartwig) Zvi Baneth felügyelete alatt. Egy rövid időszakot leszámítva – 1956 és 1957 között, amikor a Tel-Aviv-i Egyetem docense volt –  végig a jeruzsálemi Egyetem oktatója maradt. 1966-ban az arab nyelvészet professzora lett. 1987-ben nyugdíjba vonult.
Több egyetemen is oktatott meghívott professzorként, mint például a Bar-Ilan Egyetem, a New York-i Yeshiva University, a University of California Berkeley-ben, az Eötvös Loránd Tudományegyetem, a Harvard, és az Universität Luzernen működő Institut für Jüdisch-Christliche Forschung. 2020 októberében hunyt el 101 éves korában.

## Kutatásai

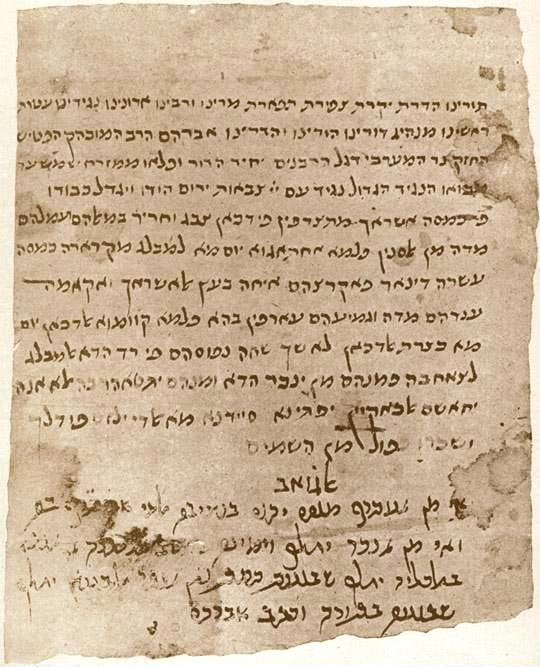
Kézirat a kairói Genizából, részben judeo-arab nyelven. Ábrahám, Maimonidész fiának levele, a 13. század elejéről.

Kutatásai során két prioritást határozott meg: egyrészt a közép- arab, különösen a judeo-arab nyelvjárások kutatását, másrészt a bibliai héber eredetének és történelmi fejlődésének vizsgálatát.
Kutatásai, amelyeket a középkori iszlám által uralt zsidók között használt arab nyelv kapcsán végzett, világhírű szakértővé tették. Ez a nyelv, a közép-arab egy közbenső formája a Koránban használt arab, amely erősen szintetikus nyelvű és az arab nyelvjárások között, amelyeket mindig szóbeli használatra tartottak fenn és sokkal analitikusabb felépítésűek. Ez a megosztottság egészen a 7. és 8. századi iszlám terjeszkedésig vezethető vissza. A mai napig minden új arab nemzedék ebbe a diglossziába születik bele.
A 70. születésnapján megjelent egy kiadvány, amely tartalmazza az addig kiadott 349 könyvét és cikkeit.

## Publikációi (válogatás)
- Syntax des palästinensischen Bauerndialektes von Bir-Zet: auf Grund der Volkserzählungen aus Palästina von Hans Schmidt und Paul Kahle. Walldorf-Hessen, 1960
- The Emergence and Linguistic Background of Judaeo-Arabic: A Study of the Origins of Neo-Arabic and Middle Arabic. Oxford University Press 1965. 2. Auflage, 1981
- The Responsa of Maimonides, 3 kötet. Jeruzsálem, 5718–5721, a zsidó naptár szerint
- A Grammar of Christian Arabic: based mainly on South-Palestinian Texts from the First Millennium. Löwen, 1966–1967. Corpus Scriptorum Christianorum Orientalium, Bd. 267, 276, 279.
- On Pseudo-Corrections in Some Semitic Languages. Jerusalem, Israelische Akademie der Wissenschaften, 1970
- A Grammar of Biblical Hebrew. Wiesbaden, Harrassowitz, Erstauflage 1976, 2. Auflage, 1993, Porta linguarum Orientalium, Bd. 12.
- An Adverbial Construction in Hebrew and Arabic. Jerusalem, 1977
- The Beginnings of the Arabic Diglossia : a Study of the Origins of Neoarabic Malibu, Undena Publications, 1977
- The Renaissance of Modern Hebrew and Modern Standard Arabic : Parallels and Differences in the Revival of Two Semitic Languages Berkeley, University of California Press, 1981
- On Polyphony in Biblical Hebrew. Jerusalem, 1982
- A vocalized Judaeo-Arabic letter from the Cairo-Geniza. In: Jerusalem Studes in Arabic and Islam, 6(1985), 417–476. o. (S. Hopkins-szal).
- Studies in Middle Arabic and Its Judaeo-Arabic Variety. Jerusalem. Magnes Press, Hebrew University, 1988
- A Melkite Arabic Literary Lingua Franca from the Second Half of the First Millennium Bulletin of the School' of Oriental and African Studies 57, 1994
- On the Inaccurate Use of Participals in Medieval Judaeo-Arabic. In: Jerusalem Studies in Arabic and Islam 19 (1995), 233–239. o.
- Topics in Hebrew and Semitic Linguistics Jerusalem, 1998
- A Handbook of Early Middle Arabic. Jerusalem, Max Schloessinger Memorial Foundation, Hebrew University of Jerusalem, 2002
- Hebrew versus other languages  of the traditional medieval jewish society. In: Jerusalem Studies in Arabic and Islam, 27 (2002), 348–355. o.
- A Dictionary of Medieval Judeo-Arabic texts. Academy of the Hebrew Language, Jerusalem, 2006
- New prepositions in mediaeval Judaeo-Arabic. In: Jerusalem Studies in Arabic and Islam,  37 (2010), S.  201–206 (Studies in Honour of Aryeh Levin).
- Önéletrajz: Erdélytől Jeruzsálemig (מטרנסילוואניה לירושלים, héberül). Jeruzsálem, 2000

## Tagságai, tisztségei
- 1968-tól az Izraeli Tudományos Akadémia tagja
- 1981–1993: a Héber Nyelvi Akadémia elnöke
- 1983-tól: a British Academy levelező tagja
- 1989–1995: az Izraeli Tudományos Akadémia Humán Tudományok Osztályának vezetője
- A Középkori Judeo-Arab Tanulmányok Társaságának alapító elnöke
- A Royal Asiatic Society tiszteletbeli tagja
- A Közép-Arab Nemzetközi Társaság tiszteletbeli elnöke
- Az Összehasonlító Sémi Tanulmányok Nemzetközi Társaságának tiszteletbeli tagja

## Díjai, kitüntetései
- 1980: Ben Zwi-díj
- 1985: Izrael-díj
- 1992: Rothschild-díj
- 1999: Bacher Vilmos Emlékérem
- 2000: Mark Lidzbarski érem a Deutsche Morgenländische Gesellschaftól
- 2001: a párizsi Institut national des langues et civilizations orientales díszdoktora
- 2002: Jeruzsálem város díszpolgára
- 2007: Franz Rosenthal-díj az American Oriental Society-től

## Fordítás
- Ez a szócikk részben vagy egészben  a   Joshua Blau című német Wikipédia-szócikk ezen változatának fordításán alapul.  Az eredeti cikk szerkesztőit annak laptörténete sorolja fel. Ez a jelzés csupán a megfogalmazás eredetét és a szerzői jogokat jelzi, nem szolgál a cikkben szereplő információk forrásmegjelöléseként.